# Chó Podengo Bồ Đào Nha
Chó Podengo Bồ Đào Nha là một giống chó săn đa giác quan (thị giác và mùi hương) cổ xưa có nguồn gốc từ Bồ Đào Nha. Là một giống chó, Podengo được chia thành ba loại kích thước chó không được giao hợp với nhau: kích thước nhỏ (Pequeno), kích thước trung bình (Médio) và kích thước lớn (Grande). Bộ lông của giống chó này ngắn và 'mịn' hoặc dài và 'gợn sóng'. Bộ lông mượt của giống chó này là truyền thống, có niên đại từ thế kỷ thứ 5, trong khi các loại chó gợn sóng là một kết quả của sự đồng hóa của các giống chó khác nhau trong thế kỷ 20. Nói chung, giống chó này khá khỏe mạnh; giống Pequeno (nhỏ) có tuổi thọ trung bình trong khoảng từ 15 đến 17 năm.

## Ngoại hình
Chó Podengo Bồ Đào Nha có đặc điểm ngoại hình đặc trưng bởi một cái đầu hình nêm, với tai dựng lên và một cái đuôi cong. Tiêu chuẩn giống AKC bao gồm các đặc điểm sau:
+ Chiều cao: 8 đến 12 inch (20 đến 30 cm)
+ Trọng lượng: 9 đến 13 lb (4,1 đến 5,9 kg)
+ Màu sắc: màu vàng hoặc màu nâu vàng
+ Bộ lông: lông gợn sóng (xù xì, lông một lớp - không có lớp lông tơ; không trụi lông nhưng không có nhiều lông) hoặc bộ lông mượt (một lớp lông dày với lớp lông được duy trì ít ỏi. Lớp lông này có bản chất tự nhiên là làm cho bụi và bụi bẩn khô nhanh).